# Anthony Valencia
Pour les articles homonymes, voir Antonio Valencia et Valencia.
Anthony Valencia, né le 21 juillet 2003 à Guayaquil en Équateur, est un footballeur équatorien. Il joue au poste d'ailier droit au Royal Antwerp FC.

## Biographie

### En club
Né à Guayaquil en Équateur, Anthony Valencia est formé par l'Independiente del Valle. Il joue son premier match en professionnel le 7 mars 2022, face au SD Aucas, en championnat. Il entre en jeu et son équipe l'emporte par un but à zéro.
Le 8 juin 2022, Anthony Valencia rejoint la Belgique en s'engageant en faveur du Royal Antwerp FC. Il signe un contrat courant jusqu'en juin 2026.
Valencia inscrit son premier but pour le Royal Antwerp le 11 août 2022, lors d'une rencontre qualificative pour la Ligue Europa Conférence 2022-2023 face au Lillestrøm SK. Titulaire, il ouvre le score et participe à la victoire de son équipe par deux buts à zéro. Cette victoire permet aussi à l'équipe de se qualifier pour le tour suivant,.
Valencia est sacré champion de Belgique pour sa participation à la saison 2022-2023.
Il subit en octobre 2023 une fracture du péroné gauche. Son absence est estimée à trois mois.

### En sélection
Convoqué pour la première fois avec l'équipe nationale d'Équateur en septembre 2022, il reste toutefois sur le banc des remplaçants sans entrer en jeu contre l'Arabie saoudite (0-0) et le Japon (0-0).

## Palmarès

### En club
Avec le Royal Antwerp FC, Anthony Valencia est champion de Belgique en 2023.